# Diocesi di Olimpo
La diocesi di Olimpo (in latino: Dioecesis Olympena) è una sede soppressa del patriarcato di Costantinopoli e una sede titolare della Chiesa cattolica.

## Storia
Olimpo, identificabile con Delik-Tas nell'odierna Turchia, è un'antica sede episcopale della provincia romana di Licia nella diocesi civile di Asia. Faceva parte del patriarcato di Costantinopoli ed era suffraganea dell'arcidiocesi di Mira.
La diocesi è documentata nelle Notitiae Episcopatuum del patriarcato di Costantinopoli fino al X secolo.
Sono quattro i vescovi attribuiti a questa antica sede episcopale. Il primo è un noto scrittore ecclesiastico vissuto fra III e IV secolo, san Metodio. Aristocrito figura negli atti dei concili ecumenici di Efeso nel 431 e di Calcedonia nel 451; tuttavia risulta sempre assente nelle diverse liste di presenza, pur risultando in quelle delle sottoscrizioni, sia a Efeso che a Calcedonia. Anatolio sottoscrisse nel 458 la lettera dei vescovi della Licia all'imperatore Leone I dopo la morte di Proterio di Alessandria. Giovanni è documentato in due occasioni: il 20 luglio 518 sottoscrisse la petizione inviata dal sinodo di Costantinopoli al patriarca Giovanni, perché rompesse i suoi legami con Severo di Antiochia e il partito monofisita e ristabilisse la fede calcedonese; il 9 settembre 520 sottoscrisse la lettera che dieci metropoliti e dieci vescovi, riuniti in sinodo a Costantinopoli, scrissero a papa Ormisda per annunciargli la morte del patriarca Giovanni e l'elezione del suo successore Epifanio.
Dal XVIII secolo Olimpo è annoverata tra le sedi vescovili titolari della Chiesa cattolica; la sede è vacante dal 6 giugno 1975. Il suo ultimo titolare è stato il salesiano Segundo García Fernández, vicario apostolico di Puerto Ayacucho in Venezuela.

## Cronotassi

### Vescovi greci
- San Metodio † (fine III secolo - inizio IV secolo)
- Aristocrito † (prima del 431 - dopo il 451)
- Anatolio † (menzionato nel 458)
- Giovanni † (prima del 518 - dopo il 520)

### Vescovi titolari
- Giovanni Battista Senzasoni † (3 ottobre 1729 - 28 febbraio 1746 deceduto)
  - João Cosme da Cunha (de Nossa Senhora da Porta), C.R.S.A. † (28 marzo 1746 - 8 aprile 1746 succeduto vescovo di Leiria) (vescovo eletto)[5]
- Joseph Billard, O.S.B. † (10 aprile 1747 - 29 ottobre 1751 deceduto)
- Daniel McDonnell † (23 dicembre 1828 - 26 ottobre 1844 deceduto)
- Richard Patrick Smith † (28 maggio 1845 - 30 aprile 1850 nominato arcivescovo di Porto di Spagna)
- Stefano Semeria, O.M.I. † (6 giugno 1856 - 23 gennaio 1868 deceduto)
- Giuseppe Antonio (Leonardo di San Luigi) Mellano, O.C.D. † (24 luglio 1868 - 14 giugno 1870 nominato arcivescovo titolare di Nicomedia)
- János Pauer † (6 maggio 1872 - 28 febbraio 1879 nominato vescovo di Székesfehérvár)
- Jean-Amand Lamaze, S.M. † (23 maggio 1879 - 9 settembre 1906 deceduto)
- Prudencio Melo y Alcalde † (19 dicembre 1907 - 18 luglio 1913 nominato vescovo di Vitoria)
- San Manuel González García † (6 dicembre 1915 - 22 aprile 1920 nominato vescovo di Malaga)
- James Michael Liston † (22 aprile 1920 - 9 dicembre 1929 succeduto vescovo di Auckland)
- Petras Pranciskus Būčys, M.I.C. † (3 luglio 1930 - 25 ottobre 1951 deceduto)
- Segundo García Fernández, S.D.B. † (7 maggio 1953 - 6 giugno 1975 deceduto)